# Karl Vennberg
Karl Gunnar Vennberg, född 11 april 1910 i Blädinge, Kronobergs län, död 12 maj 1995 i Spånga, var en svensk författare, översättare och kritiker.

## Biografi
Vennberg var medarbetare i Horisont, BLM, Vi, Sverige-Tyskland och 40-tal. 1941–1944 var han litteraturkritiker i Arbetaren och bidrog till att uppmärksamma denna tidning även som ett kulturorgan. Vennberg var kulturredaktör i Aftontidningen 1946–1947 och i Aftonbladet 1957–1975. Han blev ledamot av Samfundet De Nio 1962.
Som poet debuterade Vennberg 1937 med Hymn och hunger som främst kretsar kring kristna motiv. Senare blev han som både poet och engagerad kritiker en av de mest tongivande och inflytelserika representanterna för fyrtiotalismen. Skepsis och ironi, tidskritik och existentiella frågeställningar är framträdande inslag i hans diktning. Som översättare har han bland annat översatt Franz Kafkas novell Förvandlingen och romanen Processen. Han hade även ett mångårigt medarbetarskap i Bibelkommissionen.

## Författarskap
Vennberg debuterade 1937 med diktsamlingen Hymn och hunger. Genombrottet kom 1944 med samlingen Halmfackla där han influerad av T.S. Eliots poetiska teknik och Franz Kafkas livshållning utvecklat en mer personlig stil, som utmärks av ett lågmält ironiskt tonfall. Dikterna präglas av samtidsanalys och ifrågasättande av alla färdiga livsåskådningar och gjorde Vennberg till en av förgrundsgestalterna för fyrtiotalismen. Med uppföljaren Tideräkning från 1945 renodlade Vennberg tidskritiken och ställde med skepsis och ironi de existentiella frågeställningarna i centrum. Med Fiskefärd från 1949 fick Vennberg sitt publika genombrott. Även denna samling präglas av en skeptisk hållning men domineras av en dragning till det idylliska och dikter som uttrycker  religiös mystik. 
Vennbergs fyra diktsamlingar från 1950-talet har en mer personlig prägel än hans fyrtiotalslyrik. Gatukorsning (1952) är den mest pessimistiska och inåtvända medan dikterna i Vårövning (1953) är enklare och ljusare. Synfält från 1954 rymmer såväl satirisk tidsskildring från det kalla krigets dagar och existentiell tematik som en svit dikter med titeln Kärlek i medelåldern. I Vid det röda trädet (1955) dominerar de existentiella frågorna. Dessa samlingar följdes 1960 av Tillskrift men därefter var Vennberg tyst som diktare i många år. Först 1971 återkom han med Sju ord på tunnelbanan som följdes av ett flertal ytterligare diktsamlingar. Denna sena produktion präglas av en betydligt enklare stil och innebar en förnyelse av författarskapet.

## Familj
Vennberg var son till lantbrukaren Olof Wennberg och dennes hustru Johanna, född Karlsson. Han gifte sig första gången 1938 med Anna-Lisa Lindegren, syster till poeten Erik Lindegren, och andra gången 1965 med Ingegärd Martinell. Vennberg hade två döttrar, Inger Vennberg Nordmark (född 1939), präst i Svenska kyrkan och Hanna Vennberg Tolander (1968–2023), astrolog och författare.

## Politiska ställningstaganden

### Nazityskland och fascismen
Efter Vennbergs död blev det känt att han publicerat några dikter i Den Svenske Nationalsocialisten 1936 och i januari 1937 försvarade Vennberg att Hitler inkluderade Freud i utrensningen av icke önskvärd litteratur med orden: "Mot moraliskt förfall och själsdödande överskattning av sexuallivet!". 1940 menade han sig inte tillhöra dem "som anser att allt gott härrör från England och allt ont från Tyskland." 1942 medverkade Vennberg och Caleb J. Andersson med översättningar av nazistiska poeter i tidskriften Sverige-Tyskland.
Samtidigt var Vennberg medlem i den socialistiska och antifascistiska organisationen Clarté, och beskrev i sina dagböcker nazismen som "ingenting annat än privatkapitalismens sista utväg". Även Vennbergs vän Per Meurling har skrivit att Vennberg aldrig "hyste annat än avsky för nazismen". Karl Erik Lagerlöf beskriver i sin doktorsavhandling Den unge Karl Vennberg (1967) året 1935 som ett krisår för Vennberg, där han slets mellan olika politiska och moraliska problemställningar. Efter en resa till Tyskland sommaren 1935 skrev Vennberg följande i den kommunistiska tidningen Sydsvenska Kuriren:
"Det börjar bli alltmer tydligt att denna prisade folkgemenskap ingenting annat är än en borgarklassens triumferande enhetsfront i arbete för revanschkrig. De tunga bördorna får den tyska arbetarklassen bära."
Vennberg tog själv senare avstånd ifrån bidragen och uteslöt dem ur sitt författarskap. Han menade på 1990-talet att publiceringen berodde på att dikterna i själva verket skulle ha varit kamouflage för den hjälp han säger sig ha gett till sovjetiska spioner, något som Sigvard Lindqvist och Peter Luthersson betvivlar. Anders Paulrud menar att "några brev, några dagboksanteckningar, en dikt" ej räcker som bevis för att Vennberg ska ha varit nazist.

### Sovjetunionen och den tredje ståndpunkten
Under kalla kriget företrädde Vennberg den så kallade tredje ståndpunkten, som sade sig förorda ett neutralt ställningstagande mellan de bägge stormakterna Sovjetunionen och USA. Han deltog vid uppvaktningar på Sovjetunionens ambassad i Stockholm och hyllade där den "kulturella uppbyggnaden" i Sovjetunionen. I Wrocław, Polen, deltog han 1948 vid grundandet av organisationen "De intellektuellas internationella förbindelsekommitté för fred", en påstått sovjetstyrd frontorganisation som sammankallade Världskongressen för fred i Paris 1949. Karl Erik Lagerlöf karakteriserade i sin doktorsavhandling Vennbergs inställning som "anti-individualistisk" och skrev bland annat att "individens underordning under helheten var ett viktigt motiv hos honom 1938 och senare".

### Norrmalmsregleringen
Karl Vennberg skrev i samband med Stockholms cityomvandling dikten Promenad i Hötorgscity (1971).

## Död
Vennberg avled den 12 maj 1995. Begravningen ägde rum i Bromma kyrka, nära hemmet i Spånga. Urnan placerades först i Råcksta gravkapell men flyttades till gravkoret vid Klara kyrka, den så kallade muren, där den stod i nära tjugo år. Till sist kom urnan att placeras i en omärkt grav på Klara kyrkogård.

### Samlade upplagor och urval
- Dikter 1944-1949. Stockholm: Bonnier. 1953. Libris 1468050 - Innehåll: Halmfackla ; Tideräkning ; Fiskefärd ; Efterskrift 1952.
- Dikter : 1944-1960 : ett urval. Vår tids lyrik, 99-0158080-3. Stockholm: Bonnier. 1962. Libris 578992
- (på italienska) Dikter. Biblioteca di cultura. Collana di poesia svedese, 99-0180975-4 ; 5. Stockholm: Italica. 1965. Libris 620819 - Parallelltext på svenska och italienska.
- (på tyska) Poesie : schwedisch, deutsch / [herausgegeben von Hans Magnus Enzensberger] ; übers. von Nelly Sachs und Hans Magnus Enzensberger ; Nachwort von Lars Gustafsson... Frankfurt am Main: Suhrkamp. 1965. Libris 1998457 - Parallelltext på tyska och svenska.
- Du måste värja ditt liv / dikter i urval av Sven Lindner ; med förord av Krister Wickman. Svalans lyrikklubb, 0586-0326 ; 51. Stockholm: Bonnier. 1975. Libris 8345022. ISBN 9100399167
- (på tyska) Ein Gedicht ohne Gesellschaft : schwedisch und deutsch. Das neueste Gedicht ; N. F. 24. Eisingen: Heiderhoff. 1986. Libris 6976060. ISBN 3921640792
- (på ungerska) Utolsó jelentés sziszifuszról / válogatta és az utószót írta Jávorszky Béla ; fordította Csatlós János ... Napjaink költészete. Budapest: Európa. 1986. Libris 7866867. ISBN 963073849X - Översättning av valda dikter.
- På mitt samvete : recensioner, essäer och tidskritik från fem decennier urval och förord: Björn Håkanson. Stockholm: Författarförlaget. 1987. Libris 7596319. ISBN 9170545340
- Du är min landsflykt : kärleksdikter i urval av Agneta Pleijel och Birgitta Trotzig ; efterskrift av Birgitta. FIB:s lyrikklubbs bibliotek, 0425-5232 ; 255. Stockholm: FIB :s lyrikklubb. 1990. Libris 7421718. ISBN 9155036600
- (på nederländska) Opgepast! : poëzie. Leuvense cahiers. Europese reeks ; 127. Leuven: Leuvense Schrijversaktie. 1992. Libris 7742006. ISBN 90-71345-81-5 - Valda dikter i översättning.
- Dikter / redaktör: Jan Olov Ullén. Stockholm: Bonnier. 1993. Libris 1716819
- Dikter Nittonhundrafyrtiofyra-nittonhundrasextio / [redaktör: Jan Olov Ullén]. Stockholm: Bonnier. 1993. Libris 1716820. ISBN 9100556750
- Dikter Nittonhundrasjuttioett-nittonhundranittio / [redaktör: Jan Olov Ullén]. Stockholm: Bonnier. 1993. Libris 1716821. ISBN 9100557390
- (på polska) Wiersze wybrane / wybór, przekad i opracowanie Janusz B. Roszkowski. Warszawa: "Pod Wiatr". 2001. Libris 7704966. ISBN 83-87990-99-X - Översättning av Dikter (1944-60) och Dikter (1971-1990).
- (på spanska) Antología poética / traducción de Francisco J. Uriz... Bassarai poesía ; 21. Vitoria-Gasteiz: Bassarai. 2002. Libris 9864453. ISBN 8489852413 - Valda dikter i översättning.

### Redaktör
- 40-tals-lyrik / utg. av Erik Lindegren och Karl Vennberg... Stockholm: Bonnier. 1946. Libris 1202979
- Kritiskt 40-tal. Stockholm. 1948. Libris 11633406 - Tillsammans med Werner Aspenström.

## Priser och utmärkelser
- 1949 – Boklotteriets stipendiat
- 1957 – De Nios Stora Pris
- 1959 – Boklotteriets stipendiat
- 1960 – Bellmanpriset
- 1963 – Litteraturfrämjandets stora pris
- 1972 – Nordiska rådets litteraturpris för Sju ord på tunnelbanan
- 1977 – Sveriges Radios Lyrikpris
- 1979 – Carl Emil Englund-priset för Visa solen ditt ansikte
- 1979 – Kellgrenpriset
- 1980 – Filosofie hedersdoktor vid Stockholms universitet
- 1981 – Erik Wellanders språkvårdspris
- 1988 – Aniarapriset
- 1993 – Östrabopriset
- 1993 – Pilotpriset
- 1994 – Gerard Bonniers pris